# Карпін (Лодзинське воєводство)
Карпін (пол. Karpin) — село в Польщі, у гміні Бруйці Лодзький-Східного повіту Лодзинського воєводства.
Населення — 238 осіб (2011).

## Демографія
Демографічна структура станом на 31 березня 2011 року:
|          | Загалом | Допрацездатний вік | Працездатний вік | Постпрацездатний вік |
| -------- | ------- | ------------------ | ---------------- | -------------------- |
| Чоловіки | 121     | 27                 | 81               | 13                   |
| Жінки    | 117     | 25                 | 67               | 25                   |
| Разом    | 238     | 52                 | 148              | 38                   |